# Relativisme moral
Le relativisme moral ou relativisme éthique est la doctrine philosophique qui consiste à considérer que les valeurs morales ne peuvent être évaluées objectivement. Cette position affirme que ce qui est considéré comme bon ou mauvais dépend des normes, des valeurs et des croyances. Tout jugement moral serait ainsi exclusivement tributaire du contexte culturel ou individuel de sorte qu'aucune considération morale universelle ne pourrait être établie.
Cette vision s'oppose à celles du réalisme moral et de l'universalisme moral, dont les partisans idéalistes, tels que Kant, défendent l'idée d'une unicité et d'une universalité de la morale, cherchant à établir un cadre moral commun à tous les individus.
Le relativisme moral est notamment soutenu par des penseurs matérialistes tel que Nietzsche qui défendent la pluralité des valeurs morales humaines tout en cherchant à identifier des critères permettant de les évaluer ou juger.